# 藤樹書院

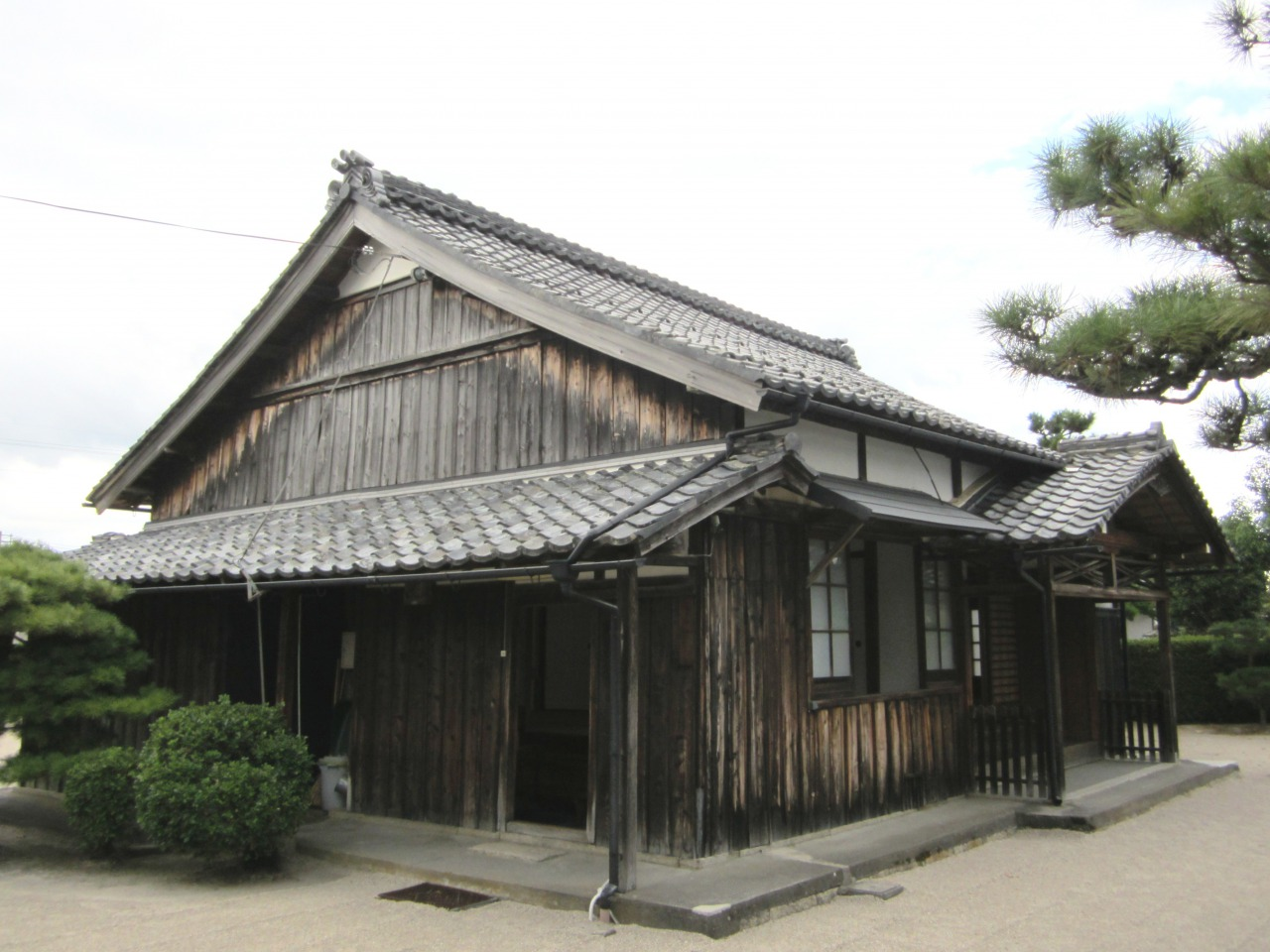
藤樹書院

藤樹書院（とうじゅしょいん）は、江戸時代の陽明学者中江藤樹が、近江国（今の滋賀県高島市）で開いた私塾。滋賀県高島市安曇川町上小川225に位置する。

## 概要
藤樹は、実家が大きな藤の木の下にあったことからついた号。この藤の老木は現在も書院の裏手にあって、古い街道筋におおいかぶさるように立っている。書院は、この場合、奈良本辰也によると私立学校のことである。藤樹は、元和8年（1622年）、祖父中江吉長の後を継いで、15歳で伊予大洲藩に出仕したが、26歳で藩の許しを得ないまま出奔して、郷里小川村に帰り、私塾を開いた。このために門人たちに講義する場所として建てた会所が、手狭になり死の半年前に新築した。だが当時の建物は明治13年（1880年）の大火で近在の農家34戸と共に焼失。現在のものは、明治15年（1882年）に再建されたもの。元のものよりも、規模が小さくなっている。大正11年（1922年）に国の史跡に指定された。

## 塾の規則
寛永16年（1639年）、藤樹32歳の頃には塾としてもひとつの形ができあがったようで、「藤樹規」および「学舎座右銘」というものがつくられた。いずれも生徒の心得のようなものである。「藤樹規」は、額にして書院の壁に掛けられていた。それは以下の六条の心得である。
一、大学の道は、明徳を明らかにするに在り。民を親しむに在り、至善に止まるに在り。

一、天命を畏れ、徳性を尊ぶ。

一、博く之を学び、審らかに之を問い、慎んで之を思い、明らかに之を弁じ、篤く之を行う。

一、言ふに忠信、行うに篤敬。忿（いかり）を懲らし、欲を塞ぎ、善に遷（うつ）り過を改む。

一、其の義を正して、其の利を謀らず。其の道を明らかにして、其の功を計らず。

一、己の欲せざる所、人に施すなかれ。行なって得ざること有れば、諸を己に反り求めよ。。

彼は、村人たちの教育にも誠意と情熱を注ぎ、人を感化した。「村民の之を尊信すること神の如く」であり、彼が亡くなった時には「隣里郷党皆涕泣して柩を送る。其の状恰も親戚を喪するが如し」だったと伝えられる。彼の弟子に、熊沢蕃山、淵岡山という二人の陽明学者がいる。

## 近在の関連施設
- 玉林寺 - 藤樹と彼の母、三男の墓所がある。また橋田邦彦の碑もある。(北へ徒歩3分。藤樹神社とのほぼ中間にある。)
- 藤樹神社 (北へ徒歩7分。船木線バスで約5分「藤樹記念館前」下車すぐ)
- 近江聖人中江藤樹記念館 (同上)
- 陽明園 (同上)
- 道の駅藤樹の里あどがわ (北へ徒歩10分。船木線バスで約5分「図書館前」下車すぐ)

## アクセス
- 湖西線（JR西日本）安曇川駅（あどがわえき）より船木線バスで約5分「藤樹書院前」下車すぐ
- 藤樹書院の脇に見学者の休息施設、良知館がある。